# Troglohyphantes caligatus
Troglohyphantes caligatus este o specie de păianjeni din genul Troglohyphantes, familia Linyphiidae, descrisă de Pesarini, 1989. Conform Catalogue of Life specia Troglohyphantes caligatus nu are subspecii cunoscute.